# Parafia św. Jakuba Apostoła w Krosnowicach
Parafia św. Jakuba Apostoła w Krosnowicach znajduje się w dekanacie kłodzkim w diecezji świdnickiej, w metropolii wrocławskiej.

## Historia
Parafia została erygowana w XIV w.
W kościele parafialnym pw. św. Jakuba Apostoła, który otaczają odrestaurowane krużganki, znajduje się m.in. barokowa chrzcielnica, figura Matki Boskiej z 1400 r., tryptyk późnogotycki.

## Proboszczowie (od 1946 r.)
- ks. Jan Świąder (1946 – 1947)[1]
- o. Bonifacy Woźny, OSA( 1947 – 1947)[1]
- o. Benedykt Buła, OSA (1947 – 1949)[1]
- ks. mgr Jan Skiba (1950 – 1961)[1]
- ks. kan. Tomasz Mochoń, administrator parafii (1961 – 1966)[1]
- ks. Bolesław Kostka (1966 – 1966)[1]
- ks. Piotr Kwaśniewski (1967 – 1968)[1]
- ks. prał. Jan Krzysiński (1968 – 1986)[1]
- ks. kan. Ryszard Buko (1986 – 1988)[1]
- ks. kan. Marian Kobylarczyk (1988 – 2007)[1]
- ks. kan. Adam Łyczkowski (od 2008 r. )[2]